# ドキサゾシン
ドキサゾシン（Doxazosin）はアドレナリンの作用を抑えることにより作用する高血圧治療薬。ファイザー社などが製造・販売するカルデナリンなどがある。

## 薬理
アドレナリンには神経伝達物質としての作用のほか、心臓・血管や内分泌臓器へ作用し血圧を上げる作用がある。ドキサゾシンはアドレナリンα1受容体へ結合し、競争的阻害により血圧を下げる。

## 効能・効果
- 高血圧 （特に交感神経系の活動亢進による早朝高血圧など）[1]
- 褐色細胞腫[1]
  - 適応ではないが、前立腺肥大症による排尿障害には好影響を与えるため、合併患者にはよく処方される。（∵尿道のα受容体は尿道括約筋へ働く為）

## 用法・用量
1日1回0.5mgより投与を始め、効果が不十分な場合は1～2週間の間隔をおいて1～4mgに漸増する。1日最高投与量は8mgまでとする。ただし、褐色細胞腫による高血圧症に対しては1日最高投与量を16mgまでとする。

## 副作用
添付文書に記載されている重大な副作用は、
- 失神、意識喪失、不整脈、脳血管障害、狭心症、心筋梗塞、
- 無顆粒球症、白血球減少、血小板減少、
- 肝炎、肝機能障害、黄疸

である。